# Kontrakt so smert'ju
Kontrakt so smert'ju (Контракт со смертью) è un film del 1998 diretto da Dmitrij Astrachan.

## Trama
Un team politico si preoccupa di utilizzare gli esseri umani per i trapianti di organi, ma il loro piano fallisce quando incontrano amore e compassione.